# Esperimento di Young

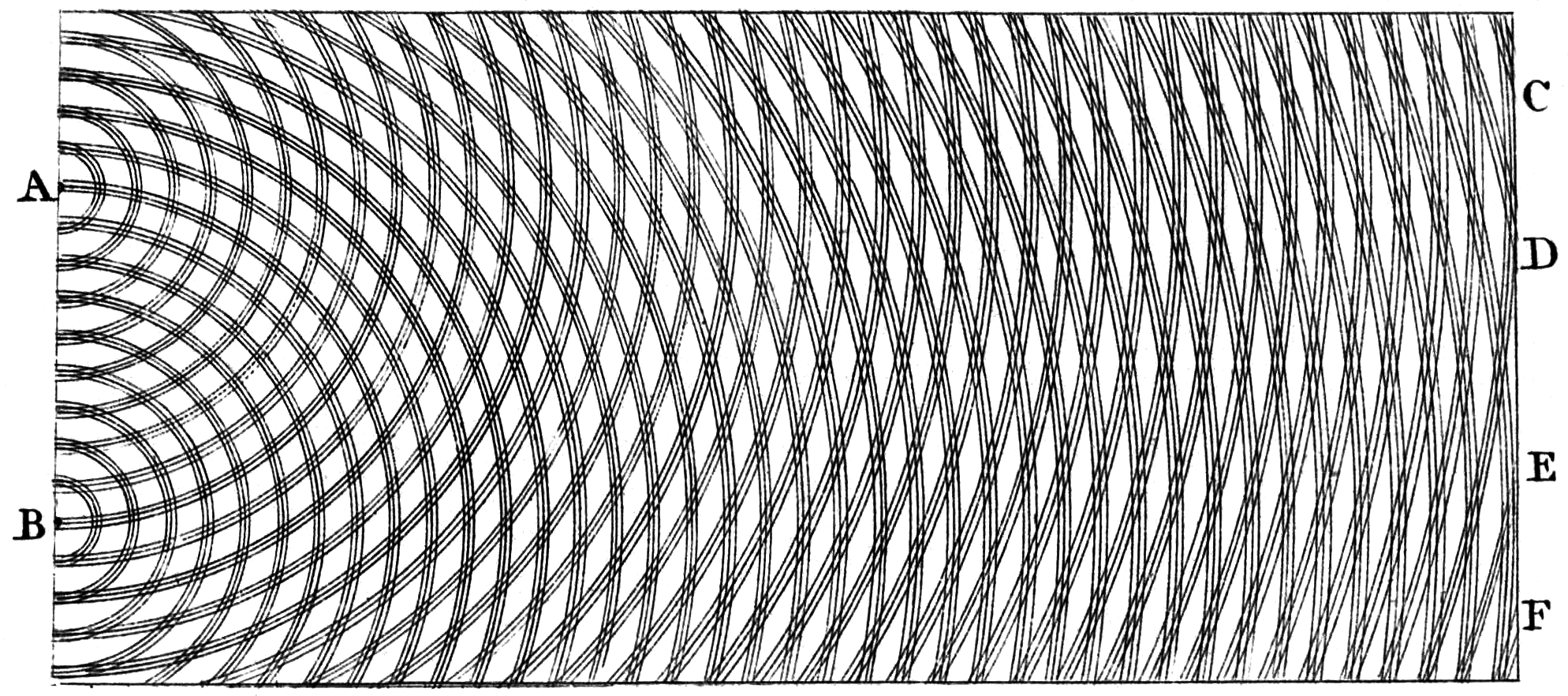
Schema del fenomeno rappresentato da Young

In fisica l'esperimento di Young, realizzato da Thomas Young nel 1801, dimostrò la natura ondulatoria della luce.

## Esperimento originale

Due onde cilindriche partono dai quadrati rossi: a causa dell'interferenza, i punti neri sulla destra non ricevono mai luce, mentre quelli rossi hanno intensità massima

Si basa su una singola sorgente che illumina uno schermo opaco con due fenditure parallele (poste a distanza {\displaystyle d}) di larghezza sufficientemente piccola in confronto alla lunghezza d'onda {\displaystyle \lambda } della luce incidente. In questo modo, per il principio di Huygens, le fenditure diventano due sorgenti lineari di luce coerente che generano su uno schermo posto a distanza {\displaystyle L} una figura d'interferenza formata da bande alternatamente scure e luminose.
A grandissima distanza dalle fenditure ({\displaystyle L\gg d}), le rette che congiungono le fenditure con un certo punto {\displaystyle P} sullo schermo sono all'incirca parallele e formano un angolo {\displaystyle \vartheta } con la normale della congiungente le fenditure stesse; la differenza di cammino ottico è con buona approssimazione {\displaystyle \Delta \simeq d\sin {\vartheta }}. Sullo schermo si verifica quindi interferenza costruttiva quando {\displaystyle k\Delta =2m\pi } (con {\displaystyle k={\frac {2\pi }{\lambda }}} modulo del vettore d'onda ed {\displaystyle m\in \mathbb {Z} } che indica l'ordine di tale massimo), ovvero quando è soddisfatta la condizione
{\displaystyle \sin {\vartheta _{max}}={\frac {m\lambda }{d}}}
dove {\displaystyle \vartheta _{max}} indica l'angolo in corrispondenza del quale si ha il massimo d'interferenza. In modo completamente analogo si otterrà un'interferenza distruttiva quando {\displaystyle k\Delta =\pi +2m\pi }, cioè
{\displaystyle \sin {\vartheta _{min}}=(2m+1){\frac {\lambda }{2d}}}
Infine, per angoli "piccoli" ({\displaystyle \vartheta \sim \sin {\vartheta }\sim \tan {\vartheta }}), e quindi anche {\displaystyle m} piccoli, si può ricavare la distanza tra il punto mediano dello schermo ed i punti di massimo:
{\displaystyle y_{max}\simeq {\frac {m\lambda L}{d}}}
Infatti
{\displaystyle y_{max}=L\tan {\vartheta _{max}}\sim L\sin {\vartheta _{max}}\sim L{\frac {m\lambda }{d}}}

## Esperimenti con doppia fenditura "alla Young"
Per analogia, esperimenti simili svolti in altri campi della fisica per lo studio di fenomeni di interferenza, in cui un fascio di particelle (ad es. elettroni) viene fatto passare da due o più fenditure, si indicano con il termine di "esperimenti alla Young".
Il verificarsi dell'interferenza anche utilizzando fasci corpuscolari confermò il dualismo onda-particella, aspetto fondamentale della meccanica quantistica.